# Arboreto del Estado de Misuri

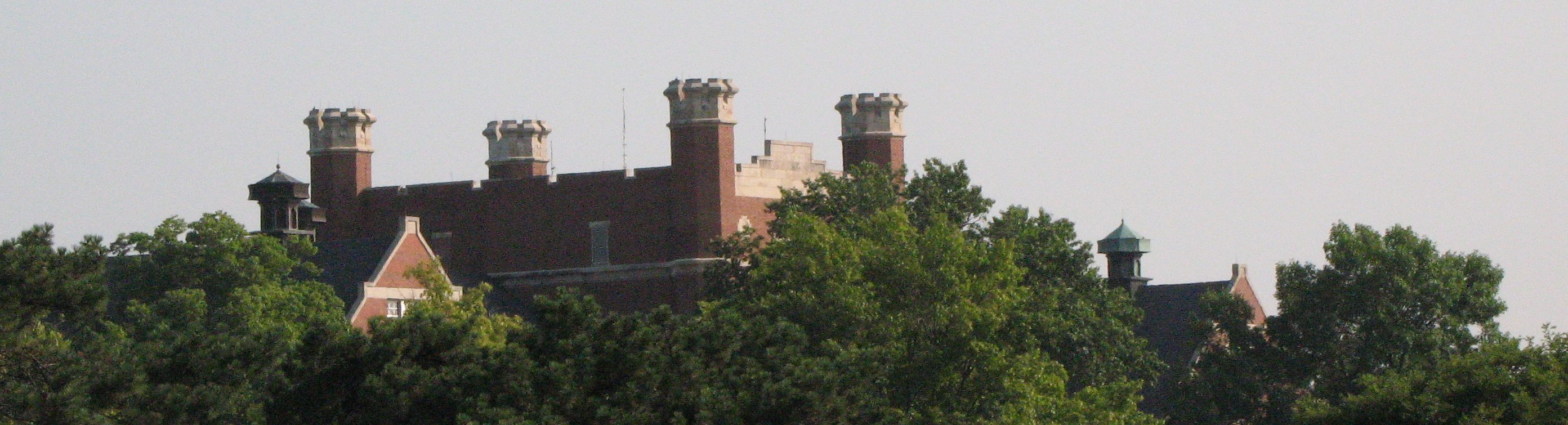
El edificio de la administración sobresale dominando la línea de los árboles.

El Arboreto del Estado de Misuri (en inglés: Missouri State Arboretum) es un jardín botánico y arboreto que se encuentra en el campus de la Northwest Missouri State University en Maryville, Estados Unidos. 

## Localización
Es el campus de la Northwest Missouri State University en Maryville (Misuri) y alberga más de 111 especies de árboles.
Missouri State Arboretum University of Missouri, Misuri, Estados Unidos-Estados Unidos.40°21′11.9″N 94°53′0.24″O / 40.353306, -94.8834000
Está abierto a lo largo de todo el año y la entrada es gratuita.

## Historia
El campus de la "Northwest" está considerado por sus administadrores como "most beautiful state university campus" (el campus más bello de las universidades estatales) en el estado de Misuri gracias al diseño de sus paseos arboladas. El campus estaba inspirado en el "Forest Park" diseñado para la St. Louis World's Fair de 1904 el que se realizó bajo dirección de la Universidad de Washington en el campus de la universidad.  

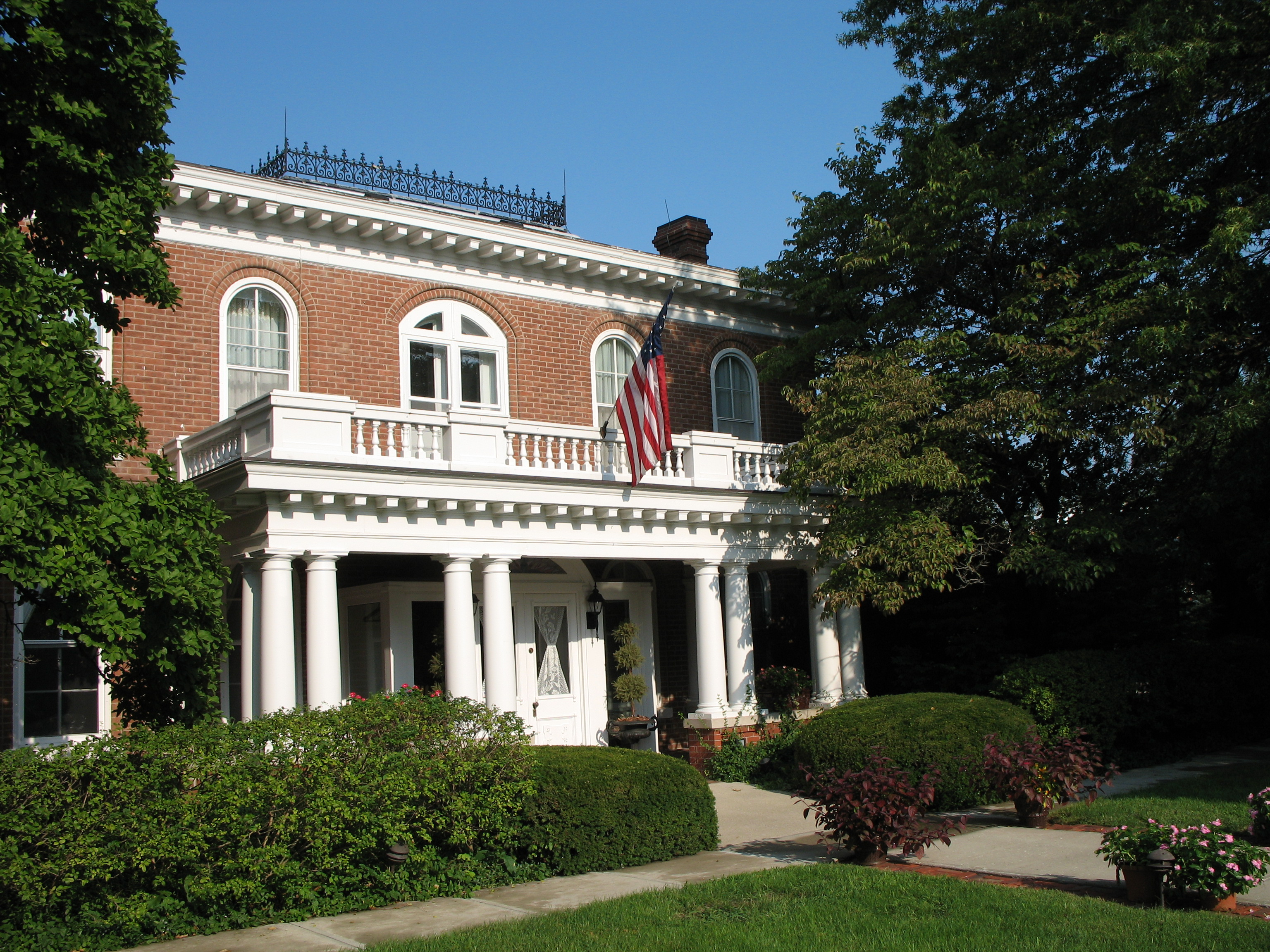
La casa del The Presidente está incluida en el National Register of Historic Places.

En 1993, el legislativo del estado designó a la "Northwest" como el Arboreto oficial del Estado de Misuri.
El primero en plantar árboles en el campus fue Thomas Gaunt cuando en 1857 se trasladó a Maryville. La casa de Thomas Gaunt ha servido como residencia a todos los presidentes de la universidad y está inscrita en el National Register of Historic Places. Se encuentra en línea recta desde el edificio administrativo de la universidad. El camino (llamado el "Long Walk") was lined with hundreds of trees -- most famously birches (prompting a phrase that the campus was "behind the birches").
Muchos de los árboles actuales datan de 1915 cuando el cuidador J. R. Brink, plantó 300 árboles. Durante este periodo Brink plantó un denso bosque en prácticamente todo el terreno que disponía y no tenía edificios. El bosque de Brink está muy mermado a causa de los edificios y monumentos que se han construido.

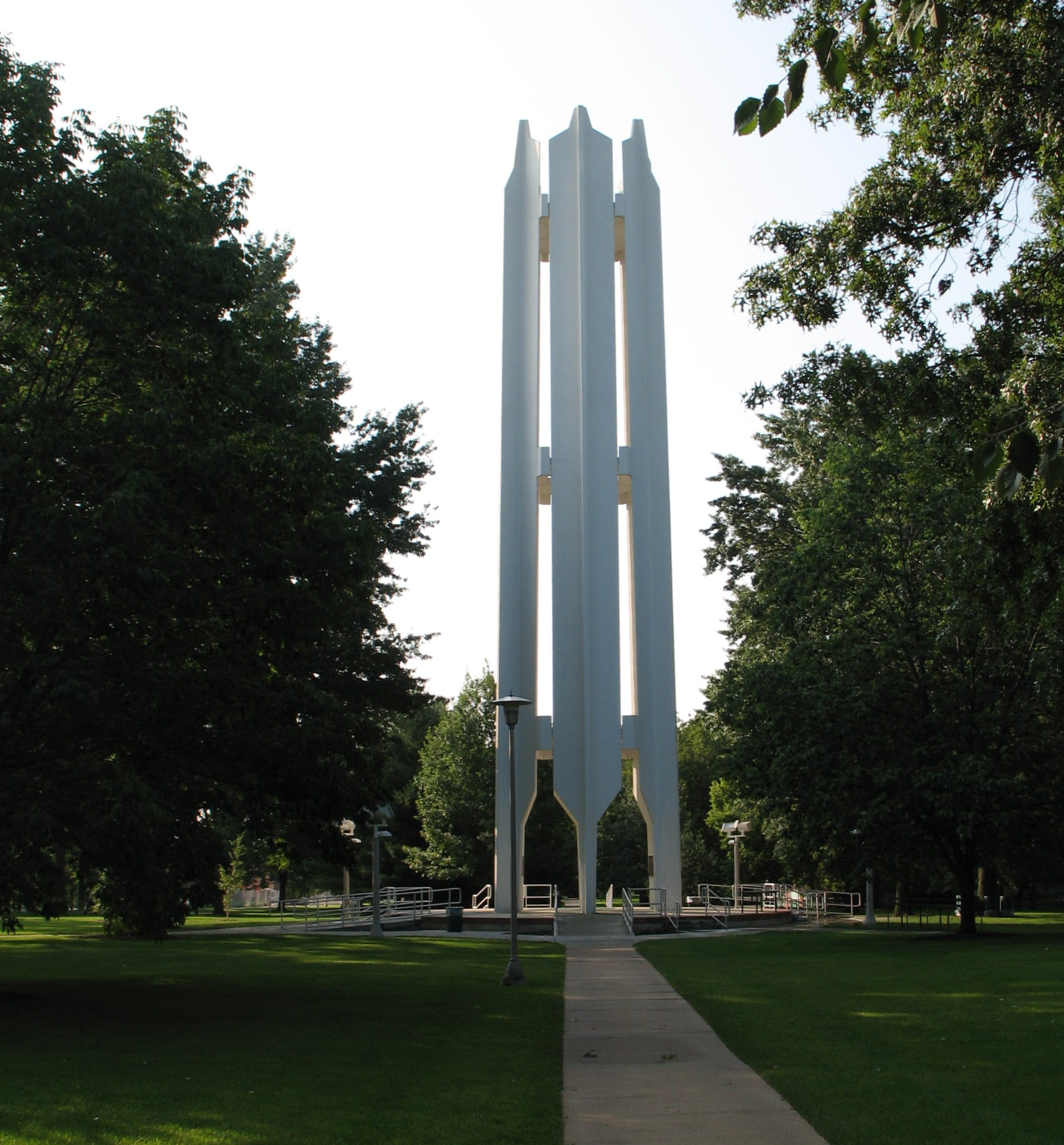
La torre.

En la década de 1960 la mayoría de los olmos existentes en el campus fueron afectados por la Grafiosis. En la década de 1970 el barrenador de los abedules comenzó a matar los abedules y el último de los originalmente plantados murió en 1997.  Johanne Wynne Fairchild comenzó la catalogación de las especies existentes en 1979 y a disponer sendas de visita.

## Colecciones
Actualmente consta de 3 rutas diseñadas a través del arboreto :
- The Gaunt Trail - comienza en Hudson Hall y se pueden ver más de 39 especies
- The Tower Trail - comienza en Roberta Hall y se ven unas 32 especies
- The Chatauqua Trail - el área entre Ron Houston Center por el Performing Arts justo al oeste del Bearcat Stadium. Alberga unas 31 especies. Y su nombre procede del parque que originalmente se encontraba en Maryville.